# Personer i Sverige födda i Portugal
Till personer i Sverige födda i Portugal räknas personer som är folkbokförda i Sverige och som har sitt ursprung i Portugal. Enligt Statistiska centralbyrån fanns det 2017 i Sverige sammanlagt cirka 4 000 personer födda i Portugal.

## Historik
Migrationen från Portugal till Sverige har dominerats av arbetskraftsinvandring. Under tidigt 1970-tal sökte sig även flera portugisiska flyktingar till Sverige, under slutet av Estado Novo-perioden i Portugal.

## Historisk utveckling

### Födda i Portugal
| Personer i Sverige födda i Portugal 1900–2024 | Personer i Sverige födda i Portugal 1900–2024 | Personer i Sverige födda i Portugal 1900–2024 | Personer i Sverige födda i Portugal 1900–2024 | Personer i Sverige födda i Portugal 1900–2024 |
| --- | --------------------------------------------- | --------------------------------------------- | --------------------------------------------- | --------------------------------------------- |
| |                                               |                                               |                                               |                                               |
| År |                                               |                                               | Folkmängd                                     |                                               |
| 1900 | 1900                                          |                                               | 7                                             |                                               |
| 1930 | 1930                                          |                                               | 11                                            |                                               |
| 1950 | 1950                                          |                                               | 29                                            |                                               |
| 1960 | 1960                                          |                                               | 78                                            |                                               |
| 1970 | 1970                                          |                                               | 1 545                                         |                                               |
| 1980 | 1980                                          |                                               | 2 260                                         |                                               |
| 1990 | 1990                                          |                                               | 2 611                                         |                                               |
| 2000 | 2000                                          |                                               | 2 514                                         |                                               |
| 2001 | 2001                                          |                                               | 2 526                                         |                                               |
| 2002 | 2002                                          |                                               | 2 539                                         |                                               |
| 2003 | 2003                                          |                                               | 2 533                                         |                                               |
| 2004 | 2004                                          |                                               | 2 552                                         |                                               |
| 2005 | 2005                                          |                                               | 2 589                                         |                                               |
| 2006 | 2006                                          |                                               | 2 639                                         |                                               |
| 2007 | 2007                                          |                                               | 2 664                                         |                                               |
| 2008 | 2008                                          |                                               | 2 774                                         |                                               |
| 2009 | 2009                                          |                                               | 2 876                                         |                                               |
| 2010 | 2010                                          |                                               | 2 936                                         |                                               |
| 2011 | 2011                                          |                                               | 2 998                                         |                                               |
| 2012 | 2012                                          |                                               | 3 159                                         |                                               |
| 2013 | 2013                                          |                                               | 3 307                                         |                                               |
| 2014 | 2014                                          |                                               | 3 457                                         |                                               |
| 2015 | 2015                                          |                                               | 3 583                                         |                                               |
| 2016 | 2016                                          |                                               | 3 775                                         |                                               |
| 2017 | 2017                                          |                                               | 3 983                                         |                                               |
| 2018 | 2018                                          |                                               | 4 148                                         |                                               |
| 2019 | 2019                                          |                                               | 4 273                                         |                                               |
| 2020 | 2020                                          |                                               | 4 336                                         |                                               |
| 2021 | 2021                                          |                                               | 4 478                                         |                                               |
| 2022 | 2022                                          |                                               | 4 740                                         |                                               |
| 2023 | 2023                                          |                                               | 5 033                                         |                                               |
| 2024 | 2024                                          |                                               | 5 194                                         |                                               |
| Anm.: Befolkning den 31 december respektive år förutom åren 1960 och 1970 som avser förhållandet den 1 november och år 1980 som avser förhållandet den 15 september. |                                               |                                               |                                               |                                               |